# Столбовое (Сакский район)
Столбово́е (до 1948 года Курулу́; укр. Стовпове, крымскотат. Quruvlı, Къурувлы) — село в Сакском районе Республики Крым, центр Столбовского сельского поселения (согласно административно-территориальному делению Украины — Столбовского сельского совета Автономной Республики Крым).

## Население
| 2001 | 2014  |
| ---- | ----- |
| 1237 | ↘1082 |

Всеукраинская перепись 2001 года показала следующее распределение по носителям языка
| Язык             | Процент |
| ---------------- | ------- |
| русский          | 66.77   |
| украинский       | 24.17   |
| крымскотатарский | 5.58    |
| другие           | 0.16    |

### Динамика численности
| - 1806 год — 80 чел. - 1864 год — 55 чел. - 1889 год — 62 чел. - 1892 год — 47 чел. - 1900 год — 165 чел. - 1915 год — 32 чел. | - 1926 год — 58 чел. - 1939 год — 134 чел. - 1989 год — 1215 чел. - 2001 год — 1237 чел. - 2009 год — 1598 чел. - 2014 год — 1082 чел. |

## Современное состояние
На 2016 год в Столбовом числятся проспект Токарева, 12 улиц, 1 переулок и Евпаторийское шоссе; на 2009 год, по данным сельсовета, село занимало площадь 35 гектаров, на которой в 450 дворах числилось 1598 жителей. В селе действует средняя общеобразовательная школа имени Героя Советского Союза Н. А. Токарева, детский сад «Ласточка», дом культуры, сельская библиотека, фельдшерско-акушерский пункт.
Село связано автобусным сообщением с Евпаторией и соседними населёнными пунктами.

## География
Столбовое — село на севере района, в степном Крыму, у границы с Раздольненским районом, высота над уровнем моря — 92 м. Соседние сёла: Кольцово — в 6 км на юг и Огневое в 4,5 км на запад. Расстояние до райцентра — около 40 километров (по шоссе), ближайшая железнодорожная станция — Евпатория) в 25 километрах. Транспортное сообщение осуществляется по региональной автодороге 35К-015 Евпатория — Раздольное (по украинской классификации — Т-01-11).

## История
Первое документальное упоминание села встречается в Камеральном Описании Крыма… 1784 года, судя по которому в последний период Крымского ханства Корулы входил в Козловский кадылык Козловского каймаканства. После присоединения Крыма к России (8) 19 апреля 1783 года, (8) 19 февраля 1784 года, именным указом Екатерины II сенату, на территории бывшего Крымского Ханства была образована Таврическая область и деревня была приписана к Евпаторийскому уезду. После Павловских реформ, с 1796 по 1802 год, входила в Акмечетский уезд Новороссийской губернии. По новому административному делению, после создания 8 (20) октября 1802 года Таврической губернии, Курулу был включён в состав Кудайгульской волости Евпаторийского уезда.
По Ведомости о волостях и селениях в Евпаторийском уезде с показанием числа дворов и душ… от 19 апреля 1806 года, в деревне Коруллай числилось 13 дворов, 74 крымских татарина и 6 ясыров. На военно-топографической карте генерал-майора Мухина 1817 года деревня Курулу обозначена с 18 дворами. После реформы волостного деления 1829 года Курулу, согласно «Ведомости о казённых волостях Таврической губернии 1829 года», остался в составе Кудайгульской волости. На карте 1836 года в деревне 12 дворов и 2 мечети Затем, видимо, вследствие эмиграции крымских татар в Турцию, деревня заметно опустела и на карте 1842 года Курулу обозначен условным знаком «малая деревня», то есть менее 5 дворов.
В 1860-х годах, после земской реформы Александра II, деревню приписали к Чотайской волости. В «Списке населённых мест Таврической губернии по сведениям 1864 года», составленном по результатам VIII ревизии 1864 года, Курулу — владельческая татарская деревня при колодцах, с 15 дворами, 55 жителями и мечетью. По обследованиям профессора А. Н. Козловского 1867 года, вода в роловине колодцев деревни была горькая и солёная, а их глубина достигала 30—40 саженей (64—85 м). На трёхверстовой карте Шуберта 1865—1876 года в деревне Курулу обозначено 17 дворов. В «Памятной книге Таврической губернии 1889 года», по результатам Х ревизии 1887 года, в деревне Курулу числилось 12 дворов и 62 жителя. Согласно «…Памятной книжке Таврической губернии на 1892 год», в деревне Курулу, входившей в Иолчакский участок, было 47 жителей в 7 домохозяйствах. Сохранился документ о выдаче ссуды некоему Дуван под залог имения при деревне Курулу от 2 октября 1891 года.
Земская реформа 1890-х годов в Евпаторийском уезде прошла после 1892 года, в результате Курулу приписали к Кокейской волости.
По «…Памятной книжке Таврической губернии на 1900 год» в деревне числилось 165 жителей в 50 дворах. По Статистическому справочнику Таврической губернии. Ч.II-я. Статистический очерк, выпуск пятый Евпаторийский уезд, 1915 год, в экономии Курулу (Гелеловича) Кокейской волости Евпаторийского уезда числилось 5 дворов, 21 человек приписных жителей и 11 — «посторонних».

После установления в Крыму Советской власти, по постановлению Крымревкома от 8 января 1921 года № 206 «Об изменении административных границ» была упразднена волостная система и село вошло в состав Евпаторийского района Евпаторийского уезда, а в 1922 году уезды получили название округов. 11 октября 1923 года, согласно постановлению ВЦИК, в административное деление Крымской АССР были внесены изменения, в результате которых округа были отменены и произошло укрупнение районов — территорию округа включили в Евпаторийский район. Согласно Списку населённых пунктов Крымской АССР по Всесоюзной переписи 17 декабря 1926 года, в селе Курулу, Отешкого сельсовета Евпаторийского района, числилось 12 дворов, все крестьянские, население составляло 58 человек, из них 30 украинцев, 15 русских, 7 татар, 1 немец, 5 записаны в графе «прочие». В одноимённом совхозе было 10 дворов и 10 жителей. После создания 15 сентября 1931 года Фрайдорфского еврейского национального района (лишённого статуса национального постановлением Оргбюро ЦК КПСС от 20 февраля 1939 года) Курулу включили в его состав. По данным всесоюзной переписи населения 1939 года в селе проживало 134 человека.

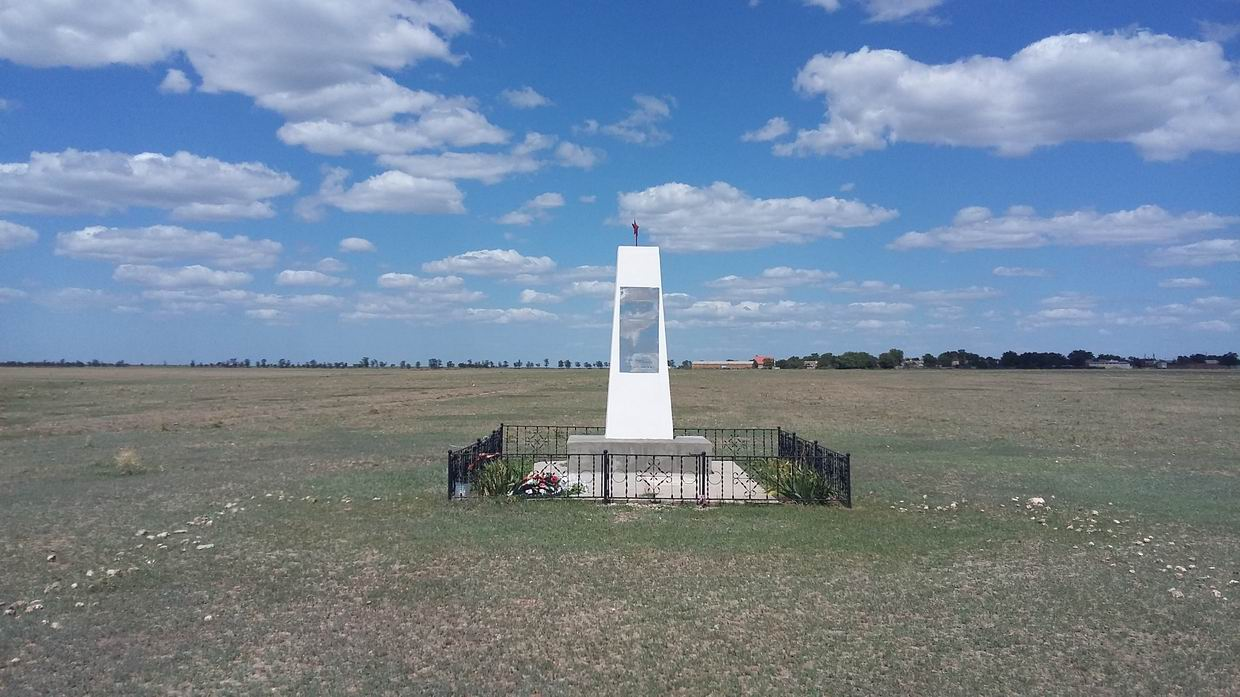
Братская могила жертв фашизма

По данным ЧГК по преступлениям фашистов, во время Великой Отечественной войны, 2 ноября 1943 года в расположенный в 1,0 км к юго-западу от села старинный колодец мирные жители, установлены фамилии 23 человек. На братской могиле установлен памятник с мемориальной доской (время установки первого памятника и замены на современный неизвестно
0. Постановлением Совета министров Республики Крым № 627 от 20 декабря 2016 года памятник отнесён к категории объектов культурно-исторического наследия России регионального значения.
С 25 июня 1946 года Курулу в составе Крымской области РСФСР. Указом Президиума Верховного Совета РСФСР от 18 мая 1948 года Курулу переименовали в Столбовое. 26 апреля 1954 года Крымская область была передана из состава РСФСР в состав УССР. 25 июля 1953 года Новосёловский район был упразднён, и село включили в состав Сакского. Указом Президиума Верховного Совета УССР «Об укрупнении сельских районов Крымской области» от 30 декабря 1962 года село присоединили к Евпаторийскому району. Время включения в состав Кольцовского сельсовета пока не установлено: на 15 июня 1960 года село уже числилось в его составе. 1 января 1965 года, указом Президиума ВС УССР «О внесении изменений в административное районирование УССР — по Крымской области», Евпаторийский район был упразднён и село включили в состав Сакского (по другим данным — 11 февраля 1963 года). В 1971 году был образован птицесовхоз «Токаревский», Столбовое стало его 1-м отделением. С 1978 года Столбовое — центр сельсовета. По данным переписи 1989 года в селе проживало 1215 человек. С 12 февраля 1991 года село в восстановленной Крымской АССР, 26 февраля 1992 года переименованной в Автономную Республику Крым. С 21 марта 2014 года — в составе Республики Крым (Российская Федерация).